# 京当镇
京当镇，是中华人民共和国陕西省宝鸡市岐山县下辖的一个乡镇级行政单位。
2015年，陕西省民政厅批复同意撤销祝家庄镇，并入京当镇。

## 行政区划
京当镇下辖以下地区：
京当村、双庵村、贺家村和张家村。